# Jane Bos
Pour les articles homonymes, voir Bos.
Jane Malka (puis Jane Malka-Meunier), née le 26 octobre 1897 à Marseille (Bouches-du-Rhône) et morte le 16 avril 1975, est une compositrice et parolière française, connue sous les noms de plume de Jane Bos (le plus utilisé, parfois orthographié Jeanne Bos) et Paul Chantelauze.

## Biographie
Jane Bos naît le 26 octobre 1897 à Marseille. Au cinéma, on lui doit des musiques pour une cinquantaine de films français (ou en coproduction), depuis Rive gauche d'Alexander Korda (1931, avec Meg Lemonnier et Henri Garat) jusqu'à un court métrage de 1946.
Entretemps, mentionnons Théodore et Cie de Pierre Colombier (1933, avec Raimu et Albert Préjean), Les Demi-vierges de Pierre Caron (1936, avec Marie Bell et Madeleine Renaud), L'Occident d'Henri Fescourt (1938, avec Charles Vanel et José Noguero), ou encore Miquette de Jean Boyer (1940, avec Lilian Harvey et Lucien Baroux), un de ses derniers films.
En dehors du grand écran (parfois en lien avec celui-ci), Jane Bos est l'autrice de nombreuses pièces pour piano, ainsi que de chansons (dont elle est quelquefois également parolière), entre autres pour Charles Trénet, de la fin des années 1920 aux années 1940.
Jane Bos meurt le 16 avril 1975.

## Musiques de films (sélection)
- 1931 : Rive gauche d'Alexander Korda
- 1932 : La Merveilleuse Journée de Robert Wyler et Yves Mirande
- 1932 : Bariole de Benno Vigny
- 1933 : Tire-au-flanc d'Henri Wulschleger
- 1933 : Toto de Jacques Tourneur
- 1933 : Six cent mille francs par mois de Léo Joannon
- 1933 : Âme de clown de Marc Didier
- 1933 : Théodore et Cie de Pierre Colombier
- 1933 : Tout pour rien de René Pujol
- 1934 : N'aimer que toi d'André Berthomieu
- 1934 : Mam'zelle Spahi de Max de Vaucorbeil
- 1935 : Marie des Angoisses de Michel Bernheim
- 1936 : La Tentation de Piere Caron
- 1936 : La Terre qui meurt de Jean Vallée
- 1936 : Jacques et Jacotte de Robert Péguy
- 1936 : La Joueuse d'orgue de Gaston Roudès
- 1936 : Le Roman d'un spahi de Michel Bernheim
- 1936 : Le Champion de ces dames de René Jayet
- 1936 : La Mystérieuse Lady de Robert Péguy
- 1936 : Les Demi-vierges de Pierre Caron
- 1936 : Le Secret de l'émeraude de Maurice de Canonge
- 1936 : Les Croquignolle de Robert Péguy
- 1937 : Les Hommes sans nom de Jean Vallée
- 1937 : La Fille de la Madelon de Jean Mugeli et Georges Pallu
- 1937 : Le Club des aristocrates de Pierre Colombier
- 1937 : Police mondaine de Michel Bernheim et Christian Chamborant
- 1937 : L'Empreinte rouge de Maurice de Canonge
- 1937 : La Rose effeuillée de Georges Pallu
- 1937 : Mes tantes et moi d'Yvan Noé
- 1938 : Trois Artilleurs à l'opéra d'André Chotin
- 1938 : Bar du sud d'Henri Fescourt
- 1938 : Ceux de demain d'Adelqui Millar et Georges Pallu
- 1938 : La Glu de Jean Choux
- 1938 : Le Cœur ébloui de Jean Vallée
- 1938 : L'Occident d'Henri Fescourt
- 1938 : Mon oncle et mon curé de Pierre Caron
- 1939 : Le Moulin dans le soleil de Marc Didier
- 1939 : Un gosse en or de Georges Pallu
- 1939 : Quartier sans soleil de Dimitri Kirsanoff (film sorti en 1946)
- 1939 : Deuxième Bureau contre Kommandantur de René Jayet et Robert Bibal
- 1940 : Miquette de Jean Boyer
- 1940 : L'Empreinte du dieu de Léonide Moguy

## Autres compositions (sélection)

### Pièces pour piano
- 1925 : Deux barcarolles ; Esquisses sur une famille amie ; Impressions d'enfant
- 1926 : Griffes et Crocs
- 1932 : La Rose rouge, habanera
- 1936 : Le Bal ; Bistro ; La Chambre ; La Clinique ; Départ ; Extérieurs ; La Fête ; Guinguette ; Incendie ; Kermesse ; Le Mas ; La Noce ; Nuptia ; Pastorale ; Prière ; Rencontre ; Résurrection ; Ritournelle ; Rosseline ; Tango ; Vitesse
- 1937 : Abandonnée ; Accelerando ; L'Ami Olive ; Bal rose, one-step ; Banque ; Boulevards ; Canots ; Cavalcade ; Chamblais ; Dramma ; Éloi ; L'Enfant de troupe ; Étiennette ; Faunes ; Fête mauve, one-step ; Galopade ; Garçonnière ; Jacqueline ; Jeanne ; Juan-les-Pins ; Maud ; Monette ; Passionnée ; Pastorale verte ; Piaanistica ; Poursuite rouge ; Rapt ; Reproche ; Tantes ; Vézeris
- 1938 : L'Aiglonne (coauteur : Henri Hirschmann) ; À la volée (coauteur : Henri Hirschmann) ; Au bord du nid ; En Norvège ; Montagnarde ; Oiseaux de proie ; Rapaces ; Variations suédoises

### Chansons
(compositrice et parolière, sauf mention contraire)
- 1928 : Dans le p'tit café du coin (paroles de Charles-Albert Abadie et Pierre Bayle) ; Gosse d'amour (paroles de Pierre Bayle) ; Un mot de toi (paroles de Pierre Bayle) ; Tout le jazz (paroles de Fernand Pothier et Robert Valaire)
- 1929 : Comme un enfant (paroles de Pierre Bayle) ; Dans la fumée ; Oui ! C'est Paris ! (paroles de R. Chamfleury) ; Si j'avais un accordéon ! (paroles de Jean Pie et André Montagard) ; Toi sans moi (paroles de Carol et Jean Marsac)
- 1930 : Hawaï, valse (paroles de R. Chamfleury) ; Quand on a l'cœur amoureux (paroles de Jean Pie et André Montagard) ; Voulez-vous ? (paroles de Jean Lenoir)
- 1931 : Un chant d'amour qui grise (paroles d'André Mauprey) ; Seuls tous les deux ; Tes mots d'amour, tango (paroles de Pierre Bayle et R. Chamfleury)
- 1932 : Chantez, mon cœur ! (paroles de Charles Trenet) ; Hélène (paroles de Charles Trenet) ; Sais-tu ? (paroles de Charles Trenet) ; Viens ! (paroles de Charles Trenet) ; Le Marchand de sable, berceuse (paroles de Pierre Bayle et Robert Malleron) ; Puisque je vous ai, fox-trot (paroles de Max Eddy et Louis Poterat)
- 1933 : Je me trouve mal !, slow-fox (paroles de Pierre Bayle) ; Rêve enchanté (paroles de Louis Hennevé) ; Rose jolie (paroles de Charles-Louis Pothier et René Dancry)
- 1935 : Pourquoi ? (paroles de Charles Trenet)
- 1936 : Parfum d'amour (paroles de Jane Bos et José Germain) ; Si j'étais horloger ! (paroles de Suzette Desty)
- 1937 : Simplement (paroles de J. Haël et A. Deguil) ; Vendanges
- 1938 : Impressions de Norvège (coauteur : Henri Hirschmann ; paroles de Jacques Montard) ; On n'peut pas plaire (paroles de Francis Didelot)
- 1939 : La Chanson du vieux moulin (paroles de J. Haël et A. Deguil) ; Tourne ! Tourne ! (paroles de J. Haël et A. Deguil)

### Pièces pour orchestre
(en collaboration avec Maurice Bellecour)
- 1939 : Bontavar ; Cavaliers ; Dénouement ; Hussard ; Magda ; Nova ; Rosi ; Servante ; Tokay ; Toldy ; Vilma